# Conflictul chino-sovietic (1929)

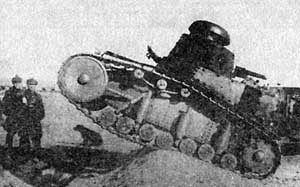
Tancul sovietic T-18 pe calea ferată din Manciuria, NE Chinei, 1929

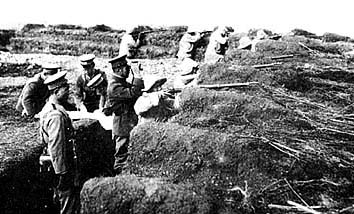
Forțele chineze, Manciuria, calea ferată, 1929.

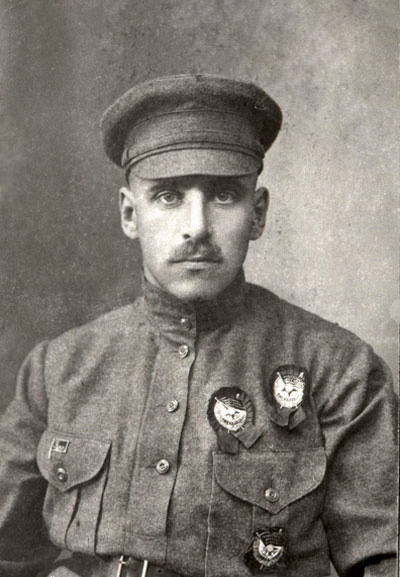
Mareșalul Vasili Bliuher, 1923.

Conflictul chino-sovietic din 1929 a fost un conflict minor armat între Uniunea Sovietică și China pentru administrația căii ferate din Manciuria, N-E Chinei.

## Cauzele conflictului
Tratatul din 1924 prevedea dreptul Uniunii Sovietice de a păstra oficiali ruși pe calea ferată din Manciuria. Aceste drepturi datau din perioada țaristă, atunci când s-a construit cu banii Rusiei întreaga rețea feroviară din China de Est.
După revoluția bolșevică din Rusia, căile ferate ale Chinei de Est au fost subiect de dispută între marile puteri. Între 1918-1920 Japonia a încercat să pună stăpânire pe acest drum la Conferința de la Washington. Numai un protest oficial al Chinei a împiedicat acest lucru și nicidecum invitația la dialog a RSFSR. Neînțelegerile dintre statele membre care au participat la această conferință pentru a ajunge la un acord privind stabilirea unui control internațional asupra acestei căi ferate a dus la încercarea de stăpânire chineză a căii ferate urmată de intervenția armată a Rusiei.
Cu o bruschețe care a surprins lumea întreagă în speranțele sale de pace privind războiul care a sfâșiat China, micuțul președintele Chiang Kai Shek, cel care a cucerit toata China în trei ani, a profitat de Manciuria obținând 250 de milioane de dolari din exploatarea căii ferate a Chinei de Est, cu o lungime de 1179 mile, despre care se credea că aparține Rusiei Sovietice. Puși sub sechestru și expediați în grabă din Harbin, sediul central al C.E.R., au fost 174 oficiali sovietici ai căii ferate și alți angajați. Aceștia au fost expediați în Siberia. Managerul general A. I. Emșanov, care a refuzat cererea inițială a lui Lu Yung Hwang, președintele directoratului C.E.R., de a preda gestionarea căii ferate părții chineze, s-a trezit brusc cu funcționarii chinezi care l-au înhățat cu forța de la biroul său, l-au târât pe străzile pietruite și prin piețele din Harbin și arestat la domiciliu. Aproape imediat, managerul asistent general, Shan Chi-Khan, a mers în biroul gol al lui Emșanov, s-a așezat și a preluat conducerea în favoarea Chinei și a reținut toate trenurile care se deplasau contra revoltei.

## Cronologia evenimentelor

### Stadiul inițial
Pe 17 iulie partea sovietică a trimis un răspuns la nota de guvern Nanking recunoscut nesatisfăcător. Având în vedere incapacitatea de a rezolva conflictul Uniunea Sovietică și-a retras misiunile diplomatice, consulare și reprezentanți ai comerțului, precum și a expulzat oficialitățile chineze de pe teritoriul sovietic. Responsabilitatea pentru incidentul a fost repartizată guvernului Nanking. 
Pe 19 iulie guvernul chinez a publicat un manifest, care explică poziția sa despre conflict marilor puteri. Traficul pe calea ferată în apropiere de stația de frontieră a fost oprit pe 14 iulie și pe 17 iulie la frontieră a fost oprit de Expresul Transiberian provenit de la Harbin.

### Acțiunile militare

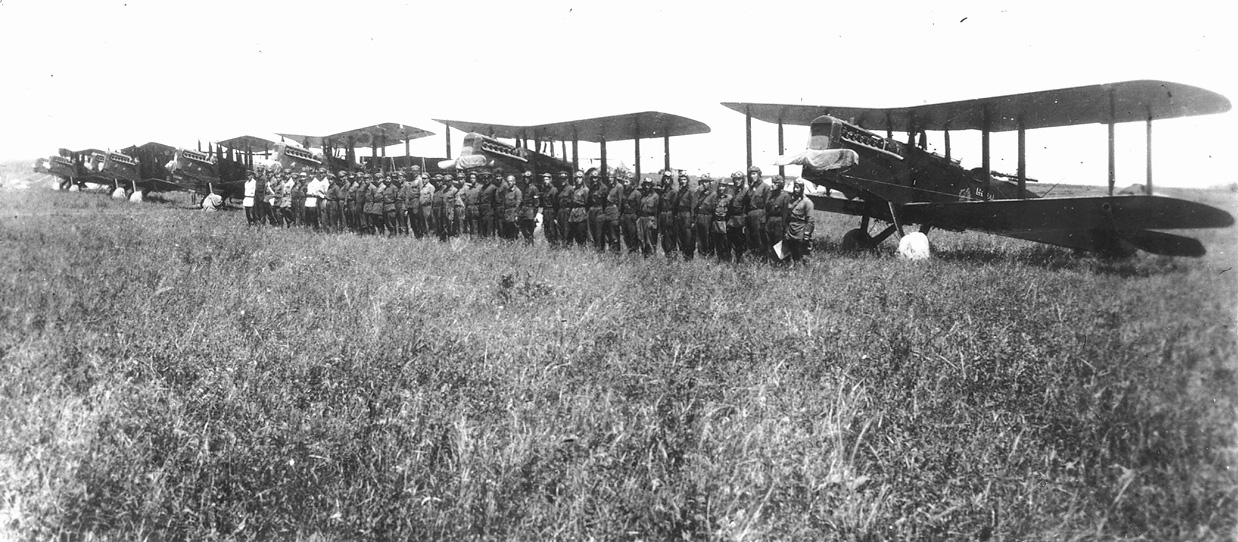
Avioane sovietice R-1, detașamentul al 19-lea, în zona conflictului din Manciuria

În următoarele săptămâni la frontieră au început manevrele trupelor sovietice. Avioanele Barazhirovali în apropiere de stația de frontieră au fost instalate proiectoare puternice și s-au efectuat exerciții de artilerie. China nu a făcut nicio pregătire specială pentru război, și în zonele de frontieră din China, cuprinși de panică - oamenii erau siguri că în viitorul apropiat va începe invazia sovietică. Pe 22 iulie Tsai Yunshen, avocatul Guvernului Mukden cu privire la afacerile externe din Harbin l-a căutat pe Melnikov consulul sovietic și a propus un acord: angajații sovietici ai căii ferate vor fi eliberați astfel încât conflictul să se rezolvă prin negocieră. Nu s-a ajuns la nici un rezultat (guvernul Nanking a ascultat consilierii militari germani, care au susținut că Uniunea Sovietică nu va începe un război). Discuții suplimentare au fost intermediate prin Ministerul German al Afacerilor Externe.
Pe 7 august au fost formate forțele speciale din Orientul Îndepărtat ale Armatei Roșii (ODKA). Într-o nouă notă din 28 august Uniunea Sovietică a declarat că acțiunile părții chineze provocă un război. La fel ca notele din 9 septembrie și 25 septembrie, aceasta a rămas fără răspuns pentru o lungă perioadă de timp. Între timp, la graniță aveau loc mici provocări permanente, provocate de ambele părți. Mulți locuitori de-a lungul frontierei au organizat unități de auto-apărare pentru a respinge trupele atât chineze cât și sovietice. Soldați chinezi acuză soldații Armatei Roșii că au comis atrocități, dar și partea sovietică acuză pe chinezi de același lucru. În ambele cazuri nu a fost o exagerare. O investigație independentă nu a confirmat dacă au fost crime de război comise de către Armata Roșie.

## Forțele implicate
La începutul războiului Armata lui Zhang Xue Liang număra peste 300 000 de oameni. Acesta a fost concentrată în patru formațiuni principale:
- Baikal - 59 000 oameni. , 107 de mitraliere, 70 de tunuri, 100 mortiere, 2 trenuri, 3 avioane
- Blagoveshshenskoye - 5 000 de oameni.
- Sungari - 5 500 de. oameni , 26 de mitraliere, 20 de tunuri și 16 mortiere
- Primorsk - 63 000. oameni. , 200 tunuri, 120 de tunuri, 110 mortiere, de asemenea, sub comanda lui Zhang Xue-Liang au mai fost 70 000 și micuța armadă de 11 nave Sungari .

Trupele sovietice numărau doar 18 521 de oameni, dar erau mult mai bine înarmate și mai pregătite.
Armata sovietică a suferit următoarele pierderi: 281 morți, 729 răniți și 17 dispăruți. Pierderile militare chineze au fost de cel puțin 2.000 uciși și aproximativ 1.000 răniți.

## Victoria sovietică
Trupele sovietice au avansat mai mult de 200 mile în provincia de NE a Chinei - Manciuria - pe două fronturi.
În loc să se aprindă focuri de tabără și să aibă loc parade triumfătoare în sunetul Internaționalei în Marea Piața Roșie din Moscova peste tot în capitala sovietică domină tăcerea. Nici un detaliu neobișnuit în cadrul Armatei Roșii. Prim-ministru al Uniunii Sovietice, tovarășul Alexei Ivanovici Rîkov, a apărut în Piața Roșie, în paltonul lui de piele vechi și o cască de muncitor strălucitoare și declară presei: „Domnilor, cucerirea nu este scopul nostru. Noi nu vom păstra niciun centimetru pătrat din teritoriul chinez. Noapte bună.” 
Trenurile blindate sovietice de culoare gri se retrag din Manciuria în următoarele două săptămâni,lasând în zonele devastate de conflict numai frică și confuzie, panica chinezilor se transformă în anarhie. Sute de refugiați cer ajutor în orașele mai mari manciuriane, iar Harbin, capitala, a fost jefuită de toate bunurile ei de către trupele chineze, nu de cele sovietice.